# Municipio de Lindahl
El municipio de Lindahl (en inglés: Lindahl Township) es un municipio ubicado en el condado de Williams en el estado estadounidense de Dakota del Norte. En el año 2010 tenía una población de 45 habitantes y una densidad poblacional de 0,48 personas por km².

## Geografía
El municipio de Lindahl se encuentra ubicado en las coordenadas 48°28′52″N 102°57′45″O / 48.48111, -102.96250. Según la Oficina del Censo de los Estados Unidos, el municipio tiene una superficie total de 92.91 km², de la cual 92,31 km² corresponden a tierra firme y (0,65 %) 0,6 km² es agua.

## Demografía
Según el censo de 2010, había 45 personas residiendo en el municipio de Lindahl. La densidad de población era de 0,48 hab./km². De los 45 habitantes, el municipio de Lindahl estaba compuesto por el 97,78 % blancos y el 2,22 % eran de una mezcla de razas. Del total de la población el 0 % eran hispanos o latinos de cualquier raza.